# Craspedonta levis
Craspedonta levis es un insecto coleóptero de la familia Chrysomelidae.
Fue descrita científicamente en 1993 por Borowiec.